# Alfiano Natta
Alfiano Natta – miejscowość i gmina we Włoszech, w regionie Piemont, w prowincji Alessandria.
Według danych na styczeń 2010 gminę zamieszkiwało 768 osób przy gęstości zaludnienia 58,7 os./1 km².